# Jakobsbergs simhall
Jakobsbergs simhall var en simhall som låg i Järfälla. Den kommunalt drivna simhallen hade fyra bassänger, en 25-metersbassäng med 1 och 3 m svikt samt 5 m hopptorn, barnbassäng med en 48 m vattenrutschbana, plaskbassäng samt undervisningsbassäng. I anläggningen finns även gym, relaxavdelning med bastubad, bubbelpool, romerskt bad och solarium.
Jakobsbergs simhall invigdes måndagen den 28 augusti 1971 och stängdes 28 mars 2018. Byggnaden, som ursprungligen skulle rivas, kommer att användas för olika fritidsaktiviteter.
Simhallen ersattes av det nybyggda Järfällabadet som ligger bredvid.  